# Champaign
Champaign ([ˌʃæmˈpeɪn]IPA) je město v okrese Champaign County, státě Illinois v USA. Podle sčítání lidu v roce 2010 mělo 81 055 obyvatel. Leží 217 km jižně od Chicaga, 200 km západně od Indianapolis, hlavního města Indiany, a 286 km severovýchodně od St. Louis ve státě Missouri. I když jej obklopují hlavně zemědělské usedlosti, je významné sdílením kampusu University of Illinois at Urbana-Champaign se svým sesterským městem Urbana. Díky univerzitě a množství známých firem zavádějících nové technologie je často zmiňována jako středisko nebo dominanta zdejší silikonové prérie. Champaign je rovněž sídlem Parkland College.

## Historie
Založení Champaign je kladeno do roku 1855, když železniční společnost Illinois Central Railroad položila železniční trať 3 km západně od centra Urbany. Toto sídlo bylo původně nazváno West Urbana („Západní Urbana“), ale když nabylo charakteru města, bylo přejmenováno na Champaign. Jak název města, tak i název zdejšího okresu jsou odvozeny od názvu okresu Champaign County v Ohiu.